# Ahlbergia chalybeia
Ahlbergia chalybeia is een vlinder uit de familie van de Lycaenidae. De wetenschappelijke naam van de soort werd als Satsuma chalybeia in 1890 gepubliceerd door Leech.